# جنان المسرة
جنان المسرّة هي حديقة ملكية شاسعة تقع شمال فاس الجديد، وهي القلعة التاريخية للسلالة المرينية في فاس بالمغرب. تم إنشاء الحدائق من قبل السلطان المريني أبو يعقوب يوسف في 1286، وأصبحت مشهورة جزئيا بسبب الناعورة المائية الضخمة التي تم إنشاؤها لتزويدها بالمياه. تم التخلي عن الحدائق وتدميرها بشكل تدريجي خلال فترة السعديين (القرنين السادس عشر والسابع عشر) واختفت منذ ذلك الحين، ولم تترك سوى آثار في عدد قليل من المباني مثل باب السيكمة.

## التاريخ

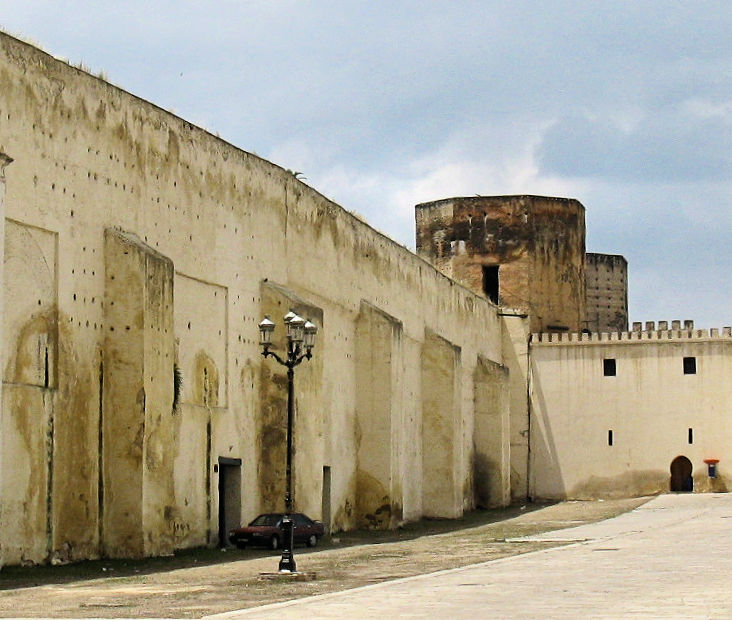
الجدار الغربي للمشور الجديد (والجدار الخارجي لباب المكينة) الذي يدمج بقايا القناة المرينية القديمة. تظهر الخطوط العريضة نصف الدائرية لأقواسها السابقة بشكل خافت على طول الجدار. من المحتمل أيضًا أن تكون الأرصفة البارزة من أعمدة القناة. تظهر الأبراج الثمانية لباب السيكمة في النهاية: يُفترض أن الفتحة المستطيلة الداكنة هي المكان الذي مرت فيه القناة داخل الأبراج.

كان أبو يوسف يعقوب، الذي أسس فاس الجديد كمدينة ملكية مرينية جديدة عام 1276، قد رغب أيضًا في إنشاء حديقة ترفيهية ملكية شاسعة، ربما في محاكاة لما يوجد في غرناطة (مثل جنة العريف)؛ ولكن توفي عام 1286 قبل أن يتم تحقيق ذلك. قام بهذا العمل ابنه وخليفته أبو يعقوب يوسف عام 1287. استعان بالمهندس الأندلسي ابن الحاج من إشبيلية للمساعدة في إنشاء حديقة واسعة شمال فاس الجديد، إلى جانب البنية التحتية لتوزيع المياه اللازمة لصيانتها. من بين هذه الأعمال، ناعورة شهيرة وهائلة رفعت المياه من واد فاس إلى قناة مياه امتدت بعد ذلك شمالا من باب الدكاكين إلى باب السيكمة. أطلق على الحديقة ومُنشآتها تسمية «المسرّة».:57 كانت الناعورة الضخمة في كثير من الأحيان موضوع تعليق من قبل المؤرخين والمسافرين في القرون اللاحقة.
سقطت الحدائق في حالة خراب واختفت في نهاية المطاف في القرون اللاحقة، على الأرجح أثناء إهمال فاس طوال فترة السعديين (القرنين السادس عشر والسابع عشر)، لكن آثار مبانيها بقيت حتى العصر الحديث. أبرز البقايا هي الأبراج المثمنة من باب السيكمة، والتي كانت ذات يوم بوابة مدخل الحدائق، ولكن تم توثيق بعض البقايا الباهتة لأحواض المياه. يشغل موقع الحديقة الآن مقبرة باب السيكمة الكبيرة (التي يرجع تاريخها على الأرجح إلى عهد مولاي الرشيد)، والتي لا يزال من الممكن تمييز الخطوط العريضة لبعض الأحواض الأصلية بداخلها. وبحسب ما ورد، فقد اختفت الناعورة في عام 1888، ولم يتبق سوى بقايا قاعدتها الحجرية.:98 يتعرف بعض المؤلفين المعاصرين بعض الأحيان على العجلة المائية على الحافة الغربية لحدائق جنان السبيل مع بقايا الناعورة المرينية الكبيرة، لكن المؤلفين الآخرين انتقدوا ذلك بملاحظة أن الناعورة كانت ستكون أكبر بكثير، وكانت ستقع حيث باب المكينة حاليًا.

## الوصف
غطّت الحدائق 67 هكتارا شمال فاس الجديد والقصر الملكي. كانت محاطة بجدران خاصة يبدو أنها كانت مجرد استمرار للجدار الخارجي لفاس الجديد (الذي كان محميًا بجدران مزدوجة على طول معظم محيطه، على الرغم من أن الجدار الخارجي كان بشكل عام أصغر وأقل تحصينًا من الجدار الداخلي). هناك بوابة تعرف باسم باب السيكمة، مع برجين مثمّنين ضخمين، كانت بمثابة مدخل للحدائق على جانبها الشرقي، ليس بعيدًا عن باب الدكاكين والمدخل الشمالي للمدينة.
تطلّب إنشاء وصيانة الحدائق تحويل المياه من نهر واد فاس الذي يتدفق على طول الحافة الشمالية لفاس الجديد. تم رفع المياه إلى قناة عبر ناعورة ضخمة قياس 26 مترا وقطرها 2 متر واسعة.:68 يُشار إلى الناعورة أحيانًا باسم «الناعورة الكبيرة»، كانت تقع بجوار باب الدكاكين. كانت عجلتها الضخمة مصنوعة من الخشب، ويقال إنها مغطاة بالنحاس، ومثبتة على قاعدة حجرية. ومن باب الدكاكين، حملت القناة المياه إلى باب السيكمة شمالًا، ومن هناك تم نقلها إلى ثلاثة أحواض مربعة كبيرة منتشرة عبر الحدائق. وفقًا لمصدر تاريخي واحد، كانت ثلاث نواعير أخرى على الأقل تعمل داخل الحدائق وكانت حاسمة لوجودها. كما يوجد داخل الحدائق مصلى، وهو منطقة صلاة في الهواء الطلق، يُعرف باسم مسلة السلطان أو مسلة باب السيكمة.